# Catherine Taintor
Catherine Taintor († 31. Mai 1924 in Zürich (Suizid)) war der angebliche Name einer nicht identifizierten Hochstaplerin, die sich in den frühen 1920er Jahren in Frankreich, Belgien und der Schweiz als amerikanische Multimillionärin ausgab.

## Leben
Taintor wohnte zuletzt im Hotel Baur au Lac in Zürich und machte sich durch Wohltätigkeitsveranstaltungen (angeblich zugunsten eines Kinderspitals) zum gesellschaftlichen Mittelpunkt der dortigen Oberschicht. Innerhalb eines halben Jahres häufte sie Schulden in der Höhe von 80'000 Schweizer Franken an und verlobte sich gleichzeitig mit drei verschiedenen Männern. Nachdem sie verhaftet worden war, nahm sie sich in der Untersuchungshaft das Leben, indem sie sich mit ihrem Seidenunterrock in ihrer Zelle erhängte.
Diese letzte Phase im Leben von Catherine Taintor bildet auch das Vorbild für die Radio-Komödie Der letzte Schrei von Peter Zeindler.